# Landschaftsschutzgebiet Röderhofer Teiche und Egenstedter Forst
Das Landschaftsschutzgebiet Röderhofer Teiche und Egenstedter Forst liegt im Süden von Egenstedt und etwa 10 km südöstlich von Hildesheim am Nordrand des Hildesheimer Waldes in Niedersachsen. Das 1967 ausgewiesene Landschaftsschutzgebiet befindet sich vollständig im Bereich der Gemeinde Diekholzen. Es wird unter der LSG-Kennung HI 00028 (CDDA-Code 323914) geführt und umfasst rund 320 Hektar Wald-, Offenland- und Gewässerflächen.

## Geographie
Die nördliche Begrenzung des Landschaftsschutzgebiets bildet der Sonnenberg (140 m ü. NHN), im Süden grenzt es unmittelbar an das Landschaftsschutzgebiet Bad Salzdetfurth. Seine höchste Erhebung ist der zur Tosmar-Erhebung zählende Hammberg (306 m ü. NHN) im Süden.
Im Nordteil des Landschaftsschutzgebiets, von diesem umschlossen, befindet sich der Siedlungsbereich Röderhof mit einem landwirtschaftlichen Betrieb (dem eigentlichen Röderhof, ein historisches Klostergut) und einer heilpädagogischen Einrichtung (Heimstatt Röderhof). Dort bzw. in der Nähe befinden sich innerhalb des Schutzgebiets drei Teiche, die im Mittelalter von Kartäuser-Mönchen als Fischteiche angelegt wurden. Der nordwestliche Teich trägt den Namen „Laichteich“, der südöstliche den Namen „Galgenteich“ (in Bezug auf die historische Richtstätte auf dem Sonnenberg); der südwestliche Teich zwischen der Heimstatt Röderhof und dem Gut blieb unbenannt. Dazu kommen einige Tümpel, z. B. am ehemaligen Zeltplatz der Jugendbegegnungsstätte und am neuen Zeltplatz östlich des Laichteichs. Durchflossen wird das LSG in östlicher Richtung vom Pepperbach, welcher das Tal zwischen dem Sonnenberg und dem Beginn des Egenstedter Forstes ausgebildet hat. Der Pepperbach speist zugleich den südlichen Teich. Der Gehlenbach im Röderhofer Forst, welcher ebenfalls in östlicher Richtung fließt, bildet die südliche LSG-Begrenzung.

## Geologie
Der Sonnenberg wird aus Sandstein-Schichten des oberen und mittleren Keupers gebildet. Als Belege dienen zahlreiche Lesesteine von den umliegenden Feldern. In der Mulde des Pepperbachs sowie östlich der Heimstatt Röderhof finden sich Geschiebe aus dem Quartär als Folge der letzten Vereisung im Drenthe-Stadium der Saale-Eiszeit vor etwa 245.000 Jahren.
Der Untergrund vom Beginn des Röderhofer Forstes bis zum Hammberg wird aus Schichten des oberen, des mittleren und des unteren Muschelkalks sowie aus Schichten des mittleren und oberen Buntsandstein gebildet, deren umgekehrte Reihenfolge sich aus Salzaufstockungen aus dem Zechstein, d. h. aus dem Erdaltertum (Paläozoikum), erklären. Einige kleine Aufschlüsse (Oberer Muschelkalk/Trochitenschichten bzw. unterer Muschelkalk) belegen das Vorkommen dieser Schichten im LSG.

## Flora
Da viele Bereiche des LSGs land- und forstwirtschaftlich genutzt werden, ist der florale Artenreichtum begrenzt. Einige Flächen am Sonnenberg, die Bereiche um die drei Teiche sowie der Röderhofer Forst bilden somit die Zonen für relativ ungestörten Pflanzenwuchs. Hervorzuheben sind hierbei die Ufer und der angrenzende Auwald des Laichsees. Auf den Weiden auf dem Kamm und südlich des Sonnenbergs finden sich viele Obstbäume sowie alte Solitärbäume (z. B. Buchen). An den Rändern der Seen finden sich oft Pappeln und Weiden.

## Fauna

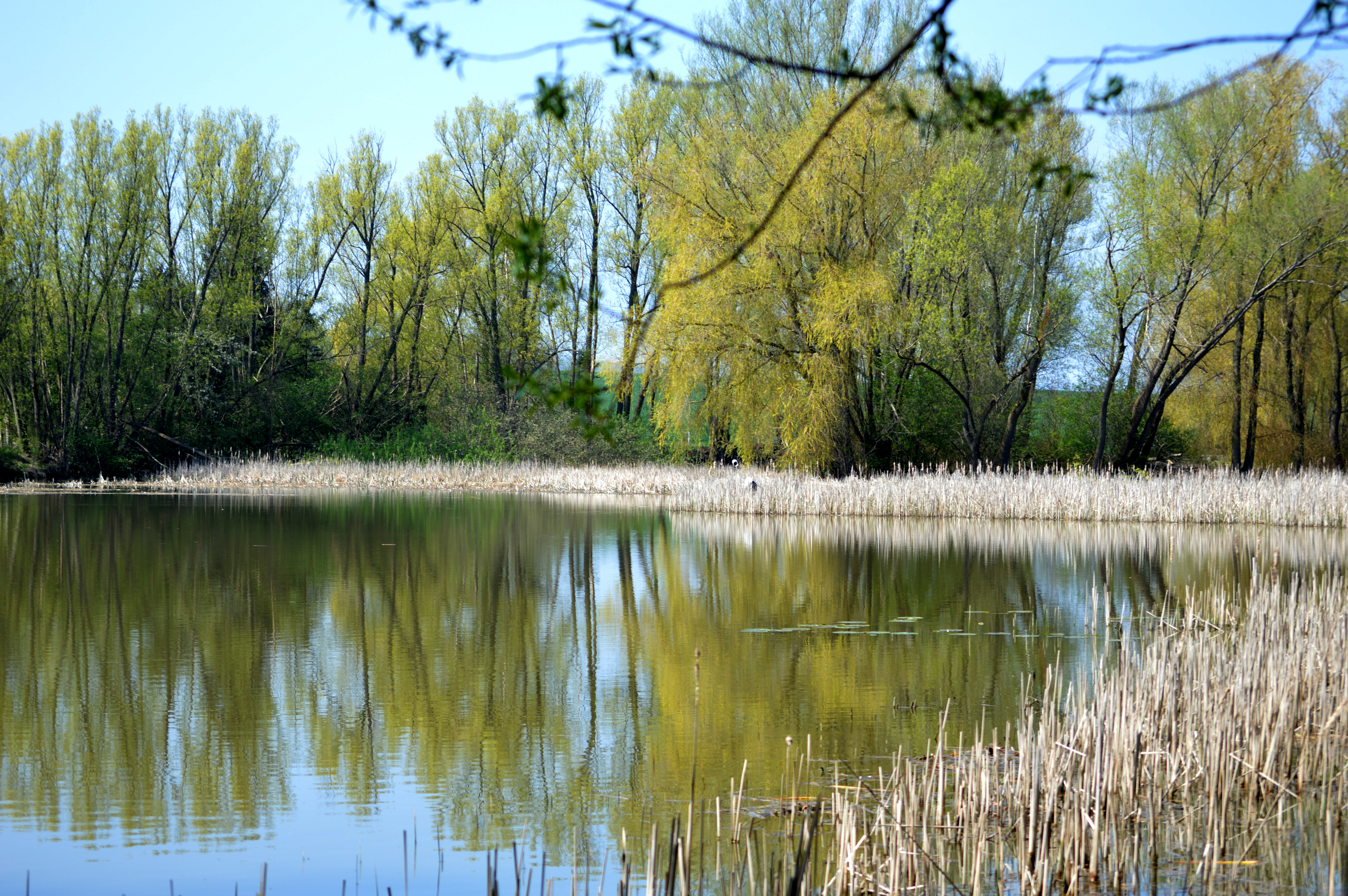
Blick über den Laichteich im LSG

Innerhalb des LSGs wurden an verschiedenen Plätzen Totholzhaufen sowie Brut- und Nistmöglichkeiten geschaffen, welche von verschiedenen Tieren gut angenommen werden. Hinzu kommen natürliche Totholzvorkommen wie z. B. nordwestlich des Laichsees. Des Weiteren bieten an verschiedenen Stellen naturbelassene Hecken (z. B. Schlehe) weitere Lebensräume.
An den Gewässern des Gebiets, besonders am Laichsee, sind eine Vielzahl von Wasservögeln zu beobachten, wobei es sich allerdings nur bei wenigen Arten, z. B. dem Teichhuhn, um ortstreue Tiere, welche auch an diesen Gewässern brüten, handelt. Die meisten Vögel nutzen die Gewässer zur Futtersuche und sind daher nicht immer bzw. nur selten zu beobachten. Im Gebiet beobachtet wurden u. a. Kormorane, Graureiher, Silberreiher, Stockenten, Graugänse, Nilgänse, Weißstörche sowie verschiedene Greifvögel wie der Rotmilan und der Mäusebussard.
Eine bemerkenswerte Population bilden im LSG die Amphibien. Hierzu zählen u. a. Erdkröten, Grasfrösche, Bergmolche, Teichmolche und Fadenmolche. Als Schutzmaßnahme für die Wanderung der Amphibien werden an der Straße zum Röderhof im Frühjahr sowie im Herbst Fangzäune aufgestellt, welche morgens und abends von ehrenamtlichen Helfern abgesucht werden, um dann die gefundenen Amphibien über die Straße zu tragen. Außerdem wurde die Straße mit Amphibientunneln ausgestattet. Eine Teilfläche des LSGs wurde vom Land Niedersachsen aufgrund des Kammmolch-Vorkommens als Lurchschutzgebiet an die Europäische Union gemeldet und steht als FFH-Gebiet DE-3925-332 Kammmolch-Biotop Röderhofer Teiche unter Schutz.
Im Laichteich befindet sich außerdem eine kleine Population der Gemeinen Teichmuschel. Häufig sind dagegen Karpfen.

## Siehe auch

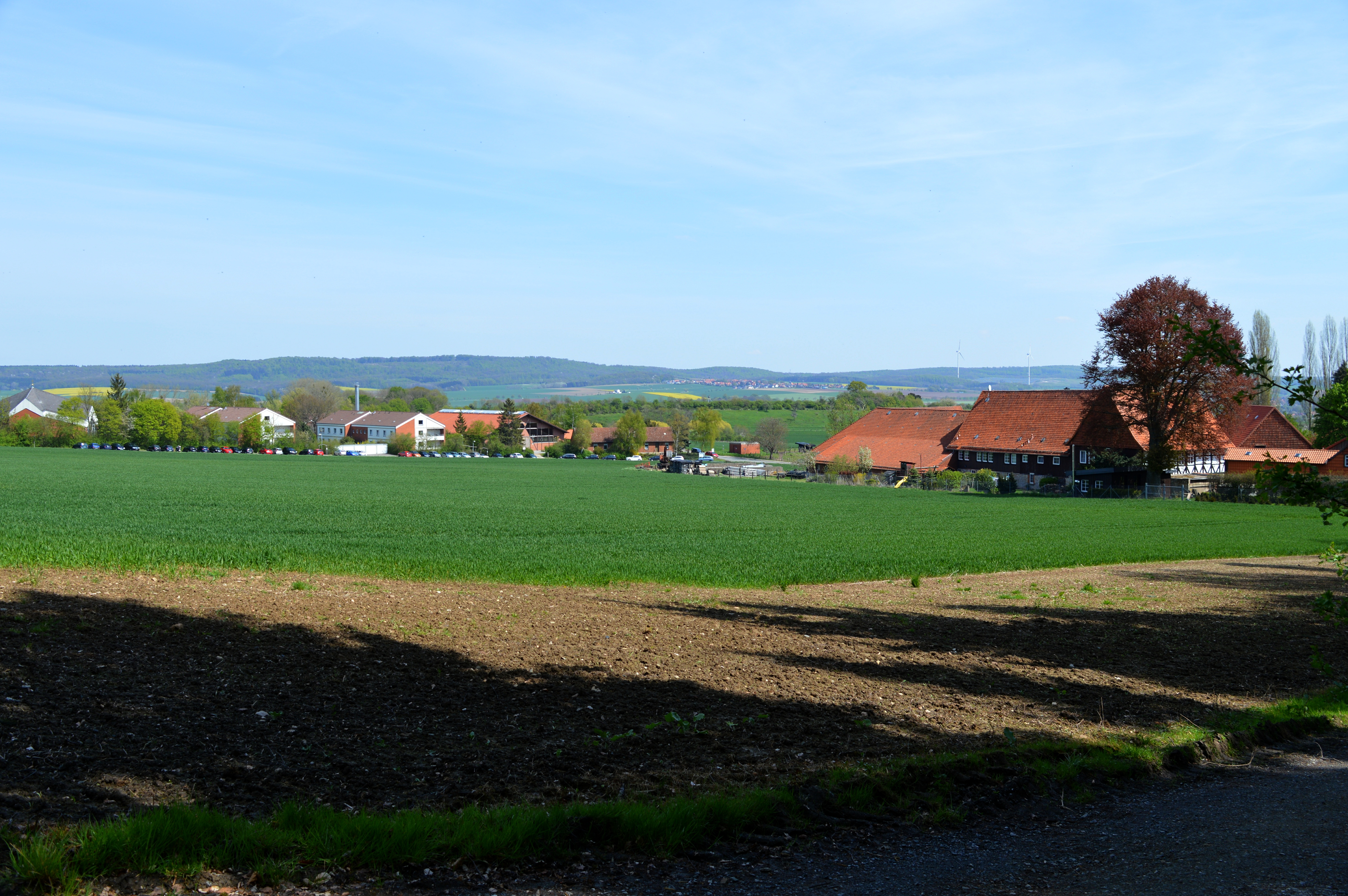
Blick auf das Gut und die Heimstatt Röderhof, Felder im Vordergrund im LSG